# Congregazione di Ancona
La Congregazione di Ancona era un organismo della Curia romana, oggi soppresso.

## Storia
La Congregazione di Ancona venne voluta da papa Clemente XII per l'amministrazione della città di Ancona e del suo porto che all'epoca si trovavano tra i possedimenti dello Stato Pontificio. Ad Ancona, sempre per volere di Clemente XII, era stato inoltre eretto un santuario che era stato dal medesimo pontefice esentato dalla tassazione, ragione per cui la commissione venne composta da cinque cardinali e tre prelati. 
Poco dopo la congregazione venne sciolta ed accorpata a quella del buon governo.

## Fonti
- Gaetano Moroni, Dizionario di erudizione storico-ecclesiastica, vol. XVI, Venezia 1842, p. 151